# Cher (album 1987)
Cher è il diciannovesimo studio album della cantante e attrice statunitense Cher, pubblicato il 10 novembre 1987 dall'etichetta discografica Geffen Records.
Nel luglio 1992 la RIAA certificò quest'album come disco di platino.

## Descrizione
Cinque anni dopo la pubblicazione del suo ultimo album I Paralyze, e la decisione di concentrarsi sulla sua carriera cinematografica, Cher firmò un contratto con la Geffen Records e tornò in studio per registrare quello che sarebbe stato il suo album di ritorno nel mondo della musica.
Proprio da questo album l'aspetto fisico dell'artista comparve notevolmente cambiato per via dei numerosi interventi di chirurgia plastica, che all'epoca fecero sensazione, a cui si sottopose e che lei non ha mai nascosto.

## Tracce
1. I Found Someone – 3:42 (Michael Bolton, Mark Mangold)
2. We All Sleep Alone – 3:53 (Desmond Child, Jon Bon Jovi, Richie Sambora)
3. Bang Bang (Versione 1987) – 3:51 (Sonny Bono)
4. Main Man – 3:48 (Child)
5. Get Our Love a Fightin' Chance – 4:06 (Child, Diane Warren)
6. Perfection (feat. Bonnie Tyler and Darlene Love) – 4:28 (Child, Warren)
7. Dangerous Times – 3:01 (Roger Bruno, Susan Pomerantz, Ellen Schwartz)
8. Skin Deep – 4:16 (Jon Lind, Mark Goldenberg)
9. Working Girl – 3:57 (Child, Bolton)
10. Hard Enough Getting Over You – 3:48 (Bolton, Doug James)

## Classifiche

### Classifiche internazionali
| Paese       | Posizione massima |
| ----------- | ----------------- |
| Australia   | 26                |
| Canada      | 39                |
| Regno Unito | 26                |
| Stati Uniti | 32                |
| Svezia      | 44                |

### Classifiche annuali
| Paese       | Posizione |
| ----------- | --------- |
| Stati Uniti | 67        |